# Track Top-40
Track Top-40 je dánská hitparáda prvních 40 singlů, prezentovaná každý čtvrtek o půlnoci na webu hitlisten.nu. Týdenní dánský žebříček singlů se zaměřuje na nejprodávanější skladby z tzv. legálního stahování hudby a na prodej singlů buď na CD nebo vinylech. Data shromažďuje společnost Nielsen Music Company, která také sestavuje žebříček pro IFPI.
Hitparáda pod názvem Tracklisten vznikla 2. listopadu 2007, kdy nahradila hitparádu Hitlisten, která skončila v říjnu 2007. Žebříček je pod doledem Mezinárodní federace hudebního průmyslu (IFPI).